# Неидентификовани летећи објекат
Неидентификовани летећи објекат (НЛО; енгл. unidentified flying object, UFO), или неидентификовани ваздушни феномен (енгл. unidentified aerial phenomenon) или неидентификовани аномални феномен (НАФ; енгл. unidentified anomalous phenomenon, UAP), означава било какав летећи објекат или оптичку појаву, опажене голим оком или помоћу радара, а чија природа посматрачу није позната. Занимање за ове објекте лежи у тврдњама да неки од њих исказују неуобичајене особине, а нарочито непрекидна нагађања да неки од њих могу бити производи ванземаљске интелигенције.

Можда је најбољу научно признату дефиницију НЛО дао астроном Ален Хајнек речима:
Можемо дефинисати НЛО једноставно, као пријављено опажање неког објекта или светлости на небу чија појава, путања, динамичко и светлосно понашање не указују на логичко, општеприхваћено објашњење и које не само да збуњује првобитног посматрача, већ остаје необјашњено и после помног разматрања свих расположивих доказа од стране особа које су технички способне за здраворазумску идентификацију.
Још у античко доба постојали су извештаји о виђењима необичних летећих појава, али од Другог светског рата се може говорити о постојању савремених извештаја и првим званичним истраживањима када су савезнички пилоти виђали неидентификоване летеће објекте које су назвали фу-ловцима током 1946. године. Извештаји о виђењима НЛО постали су још чешћи након првог званичног објављеног извештаја 1947. године. Од тада па до данас, виђено је и пријављено на десетине хиљада НЛО. Многа виђења, међутим, остају непријављена јер се људи боје да не испадну смешни, а и зато што многе државе немају овлашћена лица која би примала и процењивала веродостојност извештаја о НЛО.
Када се НЛО идентификује (установи се да се ради о некој летелици или метеоролошком балону), онда тај објекат престаје да буде НЛО и постаје ИО, тј. идентификовани објекат.

## Историја
Необичне неидентификоване појаве на небу и на земљи биле су бележене кроз историју. Древни римски записи су повремено бележили спомињање штитова, па чак и читавих војски виђених на небу. На старим сликама, иконама и фрескама су се могли уочити по мишљењима појединаца чудни летећи објекти на небу. Једна од таквих је и фреска „Распеће“ из манастира Високи Дечани, која се налази у Србији, на којој се у позадини виде два мотива чији изглед подсећа на летеће објекте и који се у неким часописима и сајтовима који се аматерски баве натприродним појавама описују као летећи објекти са пилотима Током 1896. и 1897. године, неидентификовани мистериозни бродови били су виђени у САД, мада се данас зна да су неки од ових извештаја биле намерне обмане.
Мистериозне летелице су биле виђане широм Уједињеног Краљевства 1909, као и између 1912. и 1913. године. Веровало се да су то немачки цепелини који шпијунирају земљу уочи инвазије. Иста страховања су изазвале сличне појаве на Новом Зеланду и у Аустралији. Летелице и мистериозни ваздухоплови су такође могли да се виде и у Сједињеним Државама 1909. и 1910. године. За њих се веровало да су творевине Валаса Тилингхаста Током Првог светског рата долазило је до појава мистериозних летелица у Јужној Африци, Канади, Великој Британији и Сједињеним Државама. Већина ових појава се могла приписати погрешном тумачењу трепераве светлости звезда, делу обмањивача и њиховој промоцији у медијима. Појаве ових фантомских летелица су детаљно обрађене у The Scareship Mystery, под уредништвом Најџела Вотсона.
У свом путопису Алтај-Хималаја, руски уметник и мистик Николај Рерих је пријавио опажање овалног објекта шљаштеће површине који је летео изнад Амда, у источном Тибету, 1926. године. Иако се Рерих није изјашњавао о свом ставу шта је то видео, у наредним пасусима свог путописа расправља о технологијама древних цивилизација које се помињу у теософским списима.
1930-их година у скандинавским земљама је било неколико извештаја о опажањима неидентификованих ваздухоплова. Током Другог светског рата тзв. фу-ловце (светлеће лопте које су пратиле авионе) су опажали и савезнички и фашистички пилоти. Тако су 1946. године изнад Скандинавије су могли да се примете тзв. сабласне ракете.
Савремена фаза у НЛО феноменологији је отпочела наводним опажањем америчког бизнисмена Кенета Арнолда, 24. јуна 1947. године, близу брда Реинир у држави Вашингтон. Арнолд је казао да је видео 9 светлећих објеката који су летели невероватном брзином при висини од око 10.000 стопа. Иако НЛО који је Арнолд опазио није био по стриктној дефиницији тањирастог облика, он је описао његово кретање као слично ономе када тањир поскакује преко воде - отуда и потиче назив летећи тањир. Арнолдове тврдње су потом добиле значајну пажњу медија и публике.
Почетком 1950-их почеле су се јављати спиритуалне секте у вези са НЛО. Друштво Етеријус је један од ранијих примера; касније су се појавиле секте Раел и Аштар Команда. Уопштено говорећи, ванземаљци који су наводно подржавали такве групе, у својој добронамерности су упозоравали човечанство на опасности од нуклеарног рата или су позивали Земљу да се прикључи међупланетарној федерацији.
Током 1970-их, јавно мњење (нарочито после филмова Блиски сусрети треће врсте и E.T.) је веровало да су НЛО, ако уопште постоје, ванземаљске летелице, и да су ванземаљци пријатељски настројени. Овај модел се променио током 1980-их, након објављивања књига Витлија Стрибера (прва књига у низу је била „Причешће“ (енгл. Communion)) и Жака Валеа (између осталих, књига „Пасош за Магонију“ (енгл. Passport to Magonia)).
Стрибер, писац хорора, је веровао да га ванземаљци опседају и да су одговорни за рупе у времену током којих је био подвргаван необичним експериментима. Насловна страна књиге „Причешће“ довела је до новог стандарда у приказивању главе ванземаљаца (то је касније било сатиризовано у Шва уметности (енгл. Schwa art). И Стрибер и Вале су сумњали да су ова бића ванземаљци, како се то обично мислило, видећи у њима неку везу са причама о вилама и вилењацима (упоредити Јунгово поређење са анђеоским визијама у његовом чланку „Летећи тањири: Савремени мит о стварима које се виде на небу“). Овај новији, мрачнији модел се може видети и у потоњем таласу литературе о отмицама ванземаљаца, као и у позадинском митосу Досијеа Икс.

## Етимологија
Дана 25. јануара 1878. Денисонске дневне новине су написале да је Џон Мартин, локални пољопривредник, претходног дана пријавио да је опазио велики, тамни, округли летећи објекат налик на балон који лети запањујућом брзином, а да би га описао користио је и реч тањир. Ово је прва позната употреба речи тањир да би се описао један неидентификовани летећи објекат. Седамдесетак година касније, 1947. године, медији су употребили израз летећи тањир како би описали опажање Кенета Арнолда.
Девет објеката које је Кенет Арнолд видео нису били стриктно тањирастог облика. Арнолд је прво описао, а потом и нацртао слику, осам објеката који су били танки и равни, округли напред и усечени позади. Други цртеж је представљао девети, нешто већи, објекат облика полумесеца или бумеранга. Ипак, неколико година касније, Арнолд је рекао да је њихово кретање описао као неку врсту поскакивања, као када тањир поскакује по води. Пожалио се да га је штампа погрешно цитирала, користећи израз летећи тањир уместо као тањир.
Летећи дискови је био други израз који су медији користили током касних 1940-их и раних 1950-их да би описали ову врсту објеката.
Средином 1960-их, Галупово испитивање је открило да се термин „летећи тањир“ толико одомаћио у америчком говору, да је 96% интервјуисаних било упознато са њим, чинећи га најпознатијим термином који се уобичајено појављује у новинама, далеко испред термина као што су општа војна обука (75%), или Хладни рат (58%).
Холивудски научнофантастични филмови 1950-их, као што су Дан када је Земља стала (енгл. The Day the Earth Stood Still) (1951), Забрањена планета (енгл. Forbidden Planet) (1956), и Земља против летећих тањира приказују летелице у облику тањира, чиме још више утврђују термин. То су чиниле и популарне књиге на ту тему као књиге Френка Скалија (енгл. Frank Scully) - „Иза летећих тањира“ (енгл. Behind the Flying Saucers) (1950), Доналда Кихуа - „Летећи тањири су стварни“ (енгл. The Flying Saucers Are Real) (1950) и „Летећи тањири из свемира“ (енгл. Flying Saucers From Outer Space) (1953), као и књиге које циљају на додир људи и ванземаљаца попут књиге Џорџа Адамског „Летећи тањири су слетели“ (енгл. Flying Saucers Have Landed) (1953).
Летећи тањир је био најуобичајенији термин за већину неидентификованих појава на небу од 1940-их до 1960-их, па чак и за оне које уопште нису имале облик тањира. Крајем 1960-их, термин НЛО је почео да се користи све чешће. Употребу речи НЛО уместо летећи тањир је 1952. први предложио капетан Едвард Џ. Рупелт, први директор Пројекта Плава књига америчког ваздухопловства, јер је сматрао да је термин „летећи тањир“ недовољно широк да би се њиме обухватиле све необјашњене појаве. Његов предлог је у ваздухопловству био брзо прихваћен (и термин НЛОБ је био накратко коришћен, све до 1954). Рупелт је описао искуства са пројектом „Плава књига“ у својим мемоарима „Извештај о неидентификованим летећим објектима“ (1956)
Велика тешкоћа у вези са термином НЛО је да често доводи до семантичких дебата између подржавалаца и противника истог. Скептици често коментаришу да НЛО просто значи да је објекат непрепознат и необјашњен од стране оних који су видели објекат, што не значи да је сам објекат необјашњив, а још мање да је ванземаљски. Са друге стране, истраживачи попут Хајнека су предлагали да употребу термина треба строго ограничити на она опажања која су била испитивана интензивно, али се и даље косе са конвенционалним објашњењима што је, у ствари, и била стварна дефиниција ваздухопловства у званичним директивама из 1950-их.
На пример, Правилник ваздухопловних снага 200-2, издат 1954, дефинише НЛО као „било који ваздухопловни објекат који по перформансама, аеродинамичким карактеристикама, или необичним изгледом, није подударан ни са једном познатом летјелицом или пројектилом, или који се не може са сигурношћу идентификовати као познати објекат“. Штавише, за истраживање НЛО је наведено да је у циљу националне безбедности, као и ради откривања техничких аспеката. Очигледно је да се оваква забринутост није односила на уобичајена објашњења већине НЛО појава, као што су природне појаве или људском руком створени објекти осим, можда, претходно непознате стране летелице.
Стога би Н у НЛО више одговарало да представља реч „необјашњени“ или „неконвенционални“ него „неидентификовани“, као што је 1970-их бивши ваздухопловни инжењер НАСА, Пол Хил насловио своју књигу на ову тему: „Неконвенционални летећи објекти“.
На енглеском језику акроним за НЛО је UFO (Unindentified Flying Object, а на шпанском, португалском и француском OVNI (на шпанском Objeto Volador No Identificado, на француском Objet volant Non Identifié).

## НЛО и популарна култура
Без обзира на крајње објашњење, НЛО представљају међународни културни феномен последњих 50ак година. Од средине 1990-их, НЛО су били предмет интересовања великог броја књига, играних филмова, песама, документараца и других медија. Теме везане за НЛО су биле међу најпопуларнијим на раним компјутерским билтенским системима, и милиони људи имају неки ниво занимања за ту тему. Било је и познатих обмана у вези са извештајима о НЛО, од којих су неке добиле значајну пажњу масовних медија. НЛО су одиграли улогу у развоју туризма, као нпр. у Розвелу, у Новом Мексику, месту наводног пада НЛО (види Розвелски НЛО инцидент) 
Према Галуповом истраживању из 1996. 71% становника Сједињених Америчких Држава је веровало да је влада Сједињених Држава прикривала информације о НЛО, а према истраживању из 2005. 24% становника Сједињених Америчких Држава верује да су ванземаљци посећивали Земљу у прошлости. Ова два истраживања могу изгледати збуњујуће, ако се разматра само хипотеза о ванземаљцима као једино објашњење за НЛО. Резултати истраживања могу такође само да сугеришу да већи проценат интервјуисаних верује да је америчка влада врло мало узимала у обзир постојање НЛО.
Роперово истраживање из 2002. за Sci Fi Channel је показало сличне резултате, али са већим постотком оних који верују да су НЛО ванземаљске летелице. Поново је око 70% веровало да влада није открила све познате чињенице у вези са НЛО или ванземаљским животом. Али, 56% је веровало да су НЛО стварне летелице и 48% да су НЛО посетили Земљу. Што су испитаници били млађи све већи проценат њих је веровао у ово.

## Типичне карактеристике НЛО
- Летелица налик на тањир или диск, без видљивог или чујног погона (појављује се и дању и ноћу).
- Брзопокретна светла или светла са очевидном способношћу да брзо мењају правац (најраније спомињање њиховог кретања је описано као тањири који поскакују по води).
- Велике троугласте летелице или светла у облику троугла.
- Ваљкасте летелице са прозорима из којих избија светлост (метеоритско камење је понекад било пријављивано на овај начин).

Број различитих облика, величина и својстава наводних НЛО је огроман – помињу се правоугли троуглови, латинична слова V, лопте, купе, ромбови, безобличне црне масе, јаја и цилиндри. Скептици објашњавају ову разнородност облика, величина и својстава помоћу социјално-психолошких објашњења. Други истраживачи разматрају могућност да баш тако велика разноликост указује на могуће парафизичко порекло, а неки и да постоји велика разноликост у облицима и величинама људских летелица, која указује на различито порекло, на различите погоне и на различите сврхе, те да разнородност НЛО нипошто није неочекивана нити необјашњива.
Други аргумент је да стварни облик, у неким случајевима, може бити прикривен или измењен јонизацијом ваздуха око објекта, што би биле карактеристике погонског уређаја, у шта верују и инжењери НАСА Пол Хил и Џејмс Макамбел. Јонизовање ваздуха може такође да објасни разлике у бојама, пошто различити молекули ваздуха мењају своју структуру на различитим енергетским нивоима, као и електрично светлуцање налик на неонску светлост, које се често виђа око објеката – то слично се дешава и са поларном светлошћу. Према другом тумачењу, облик се може прикрити или изобличити услед „промена у космичком времену, које потичу од антигравитационог погонског система“. Ипак, неки верују да су такве спекулације преурањене због чињенице да је теза да су НЛО ванземаљске летелице проблематична сама по себи. Такође, самозвани стручњаци који такве тврдње износе полазе од чињенице да већина њихових читалаца не зна да антигравитациони погонски системи ни по једној теорији, па чак ни хипотези, не могу проузроковати промене у „космичком времену“, као ни да промене у времену не утичу на промену облика физичких ствари.
Други на ово одговарају, користећи се неконвенционалним тумачењима, да је обим примећених појава толико огроман (структура очевидаца се креће од пилота авиона, па све до председника САД Роналда Регана; појаве се повремено бележе и на видеу и на радарима) да се не може просто објаснити помоћу познатих појава (као што су метеоролошки балони, летелице, планета Венера итд).
Један писац тврди да су масовне појаве НЛО основа за првобитно необичне појаве, окружене са много погрешних тумачења, жеља и неразумевања.
Други истраживачи, попут Жака Валеа, мисле да су опажања НЛО мотивисана неким механизмом кроз који публика може да се ослободи скривених страхова и задовољи психолошку потребу за маштањем. Вале истиче да се теорија према којој јавност гледа на извештаје о НЛО као на начин за ослобођење од психолошких напетости, оповргава одсуством корелације између приметних периода интересовања за научном фантастиком и главних врхунаца активности НЛО. Требало би обратити пажњу и на чињеницу да до сада није била предложена ниједна свеобухватна психолошка теорија која би објаснила настанак свих извештаја о НЛО. Значајан покушај, заснован на основу његове теорије о архетипима, начинио је швајцарски психијатар Карл Јунг у књизи „Летећи тањири“ из 1959. Међутим, и сам Јунг је веровао да су бар неки НЛО истинске летелице, позивајући се на материјалне доказе до којих се дошло симултаним радарским осматрањима. Таквих летелица је заиста и било — метеоролошких балона, шпијунских летелица, обичних авиона, експерименталних летелица итд.

## Теренске студије о НЛО

### Норвешка
Види Пројекат у Хесдалену - норвешка научна истраживачка станица која се бави праћењем НЛО, укључујући и аномална светла.

### САД
Подстакнут идејом да објасни појаве неидентификованих светала и светлећих феномена на брдима око Пијемонта у Мисурију, др Харли Ратлиџ је 1973, у циљу прикупљања научних података, основао пројекат „Идентификација“ (енгл. Project Identification).

## Званичне студије влада

### Канада
Раних 1950-их био је покренут и Пројекат Магнет (Project Magnet) с циљем да се истраже могућности постојања дискова који се крећу помоћу магнетног погона. Била је конструисана опрема за откривање гама зрака, магнетних флуктуација, радио буке и промена у маси или гравитацији атмосфере. Једна од оваквих станица за посматрање је била смештена у Ширли Беју (Shirley Bay) у Канади.

### САД
У одговору на талас појављивања НЛО-а јуна и јула 1947, и на њихов публицитет, влада Сједињених Држава је отпочела бројне званичне студије о НЛО-има.
- Од 9. до 30. јула 1947. обавештајна служба ваздухопловства је проучавала 16 најбољих НЛО појава из претходног месеца, углавном оне које су пријавили војни и цивилни пилоти, закључивши да ситуација у вези са летећим тањирима није ни имагинарна нити одговарајуће објашњена као природни феномен: тамо нешто стварно лети унаоколо. 
  - У одговору на претходну студију, инжењеријски и обавештајни сектори Команде ваздухопловства за материјале (Air Force Material Command) ваздушне базе Рајт-Патерсон, под вођством генерала Нејтана Твининга (Nathan Twining), је разматрала даље податке. Твинингов меморандум од 23. септембра 1947. је такође потврдио да су летелице стварне, даље дефинисао њихове описане карактеристике и ургирао да се предмет схвати озбиљно, што укључује и званичну истрагу од стране различитих владиних агенција.[тражи се извор], поред обавештајних агенција ваздухопловства. Студије и ваздухопловне обавештајне службе и Команде за материјале које су потврдиле да летећи тањири постоје, биле су означене као строго поверљиве и непознате јавности дуги низ година. Ипак, постоје сумње да је Твинингов меморандум лажиран[16]
- Твинингов меморандум је условио да Америчко ратно ваздухопловство крајем 1947. покрене Пројекат Знак (Project Sign), прву јавности познату владину студију о НЛО-има. Знак је довео до објављивања Процене ситуације (Estimate of the Situation) лета 1948.[тражи се извор], са тврдњама да летећи тањири нису само стварни, већ вероватно и међупланетарног порекла[тражи се извор]. Шеф особља америчког ваздухопловства, генерал Хојт С. Ванденберг (Hoyt S. Vandenberg) је наредио да се извештај уништи наводећи недостатак материјалних доказа. Крајем 1948. Пројекат Знак је преименован у Пројекат Негодовање (Project Grudge). Он је био активан до прве половине 1952, када је и он преименован и унапређен у статусу од стране Пентагона, поставши Пројекат Плава књига. 1956, први директор Плаве књиге, Едвард Џ. Рупелт (Edward J. Ruppelt) је означио претходну епоху Негодовања као мрачно доба студија америчког ваздухопловства о НЛО-има. Према Рупелту, веома утицајни генерали Пентагона су били огорчени умањивањем значаја НЛО-а од стране Пројекта Негодовање, што је и довело до његове замене Плавом књигом. После 1969, када је Пројекат Плава књига био распуштен, влада Сједињених Држава је тврдила да више није имала никаквих званичних студија о НЛО-има.
- Децембра 1948. мистериозне зелене ватрене лопте су биле примећиване изнад осетљивих војних и владиних истраживачких комплекса у Новом Мексику, као што је Национална лабораторија у Лос Аламосу.[тражи се извор] Др Линколн Ла Паз (Lincoln LaPaz), астроном и истакнути експерт за метеоре, истраживао је за ваздухопловство уз широку помоћ војне обавештајне службе и Савезне обавештајне службе / ФБИ (FBI). Проучавајући карактеристике примећених објеката, Ла Паз је брзо закључио да ватрене лопте нису природне, наводећи да су то можда руске шпијунске летелице[17] На хитни захтев Научног саветодавног одбора ваздухопловства (Air Force Scientific Advisory Board), годину дана касније, ваздухопловство је покренуло мањи програм за праћење, по имену Пројекат Треперење (Project Twinkle). На основу Ла Пазових примедби, Треперење је 1951. закључило да ватрене лопте ипак могу бити неки природни феномен. Међутим, у исто време, научници из Лос Аламоса су испричали новом шефу Пројекта Плава књига, Едварду Џ. Рупелту, да мисле да су ватрене лопте сонде ванземаљаца из свемирских бродова који круже изнад Земље.[тражи се извор]

- Робертсонов панел (Robertson Panel) је крајем 1952. био основан од стране Централне обавештајне агенције / ЦИА (Central Intelligence Agency), у одговору на талас НЛО појављивања, поготово у области престонице Вашингтон, укључујући у штампи врло запажена радарска опажања и пресретања од стране млазних авиона. После кратке студије, панел је закључио да је већина НЛО-а била прозаична и предложила смањење интересовања јавности преко кампања за односе са јавношћу, користећи се познатим личностима и личностима од ауторитета, као и медијским гигантима попут корпорације Волт Дизни.[18] Такође су предложили шпијунирање грађанских НЛО удружења, због њиховог утицаја на јавност. Убрзо после Робертсоновог панела, Пројекат Плава књига је био деградиран од стране ваздухопловства — са једне стране је било забрањено да се у јавности објављују информације у вези са необјашњеним случајевима, а са друге стране је наређено да се број необјашњених случајева сведе на минимум (са преко 20%, смањен је на само 3%[тражи се извор]).
- Специјални извештај Пројекта Плава књига бр. 14 (Project Blue Book Special Report # 14) је била обимна научна статистичка студија о свим НЛО извештајима Плаве књиге, коју је за потребе ваздухопловства, у периоду од 1951. до 1954, израдио Бателов меморијални институт (Battelle Memorial Institute). Њихове статистике наводе да је 22% извештаја остало необјашњено, чак је и после строгих анализа установљено да извештаји највишег квалитета остају у већој мери неразјашњени, за разлику од извештаја лошијег квалитета (35% према 18%). Такође је утврђено да се 6 проучаваних карактеристика (брзина, трајање, боја итд.) више разликују код мање веродостојних, него код веродостојнијих извештаја.
- Брукингов извештај (Brookings Report) је био НАСА-ина (NASA) студија из 1960, рађена у Брукинговом институту (Brookings Institute). Студија је вредна пажње због закључака у вези са могућим будућим контактом са ванземаљском цивилизацијом, за који се веровало да би био крајње погубан... друштва која нису била сигурна о сопственом месту у универзуму била су разорена од стране надмоћнијих друштава.... Религијски фанатици и многи научници се наводе, између осталих, као групе које би имале проблема да се прилагоде новонасталој стварности. Закључци извештаја се нуде као могући мотив за владина прикривања доказа о ванземаљском животу.
- Кондонов комитет (Condon Report / Condon Committee) од 1966. до 1969, (био је инициран од стране Пројекта Плава књига за време притиска од конгресне истраге, после новог таласа појављивања 1965. и 1966), био је важна, али и контроверзна студија која је подржавала објашњења типа погрешна идентификација – варка – обмана, тврдећи да недостатак нових доказа не оправдава даљу научну студију. Закључак је брзо потврдила и Национална академија наука / НАН (National Academy of Science / NAS), али је детаљнији преглед Америчког института за ваздухопловство и астронаутику / АИВИ (American Institute of Aeronautics and Astronautics / AIAA) критиковао рад НАН-а и закључке Кондоновог извештаја, који се нису поклапали са стварним подацима. Око 30% случајева које је испитао Кондонов комитет је по себи било добро документовано, али необјашњиво чинећи упориште НЛО контроверзи.[19][20]

На крају је званични став америчког ваздухопловства био да су извештаји о НЛО-има готово у потпуности погрешно тумачење свакодневних ваздушних феномена, варке или обмане. Али, савремени критичари су приметили да су неке студије одрађене траљаво и уз велику дозу предрасуда, или чак да се ради о заташкавању. Штавише, званична позиција ваздухопловства је често била у раскораку са поверљивим документима (касније објављеним под Актом о слободи информација (Freedom of Information Act) у којима се види да су ову тему ваздухопловство и друге владине агенције, попут ЦИА-е и ФБИ-ја, третирале озбиљније него што је са тиме јавност била упозната. И поврх свега, многи документи остају и даље поверљиви или цензурисани непосредно пре објављивања, као што је то био случај са појединим документима ЦИА.

## Истраживачке групе грађана
Основано је неколико грађанских група за проучавање или објављивање идеја о НЛО-има. Неке су успеле да се пробију до шире јавности, док су поједине и даље веома опскурне. Следеће групе су усвојиле велики број различитих приступа, а самим тим и различит одговор код критике и публике:

### САД
- Истраживачка организација за ваздушне феномене (Aerial Phenomena Research Organization / APRO) (1952—1988)
- Национални истраживачки комитет за ваздушне феномене (National Investigations Committee On Aerial Phenomena / NICAP) (1956—1980)
- Обједињена НЛО мрежа (Mutual UFO Network / MUFON) (1969-садашњост)
- Центар за НЛО студије (Center for UFO Studies / CUFOS) (1973-садашњост)
- Фонд за НЛО истраживања (Fund for UFO Research / FUFOR) (1976-садашњост)
- Национални институт за истраживачку науку (National Institute of Discovery Science / NIDS) (1996-садашњост)

### Политичке акционе групе
- Грађани против тајности о НЛО (Citizens Against UFO Secrecy / CAUS) (~1978-садашњост):

Ова мала истраживачка и правно оријентисана организација са седиштем у Аризони, подноси захтеве и тужбе за скидање ознака поверљивости и објављивање владиних информација о НЛО-има.
- Истраживачка група Парадигама и Политички акциони комитет за ванземаљске феномене (Paradigm Research Group / PRG & Extraterrestrial Phenomena Political Action Committee / X-PPAC) (1996-садашњост):

Ову малу групу из Вашингтона је основао и води је политички активиста / лобиста Стивен Бесет (Stephen Bassett), који се залаже да влада објави податке о НЛО-има.
- Центар за студије о ванземаљској интелигенцији (Center for the Study of Extraterrestrial Intelligence / CSETI) (1990-садашњост ):

Ову организацију са седиштем у Мериленду је основао и води је др Стивен Грир (Dr. Steven Greer). Група се бави едукацијом и лобирањем (види Пројекат Обелодањивање (Disclosure Project)) с циљем да влада обелодани све што зна о НЛО-има. Тврди да тренутно има преко 400 сведока из владе, војске и обавештајних служби.

## Наука и НЛО
Уфологија (енгл. Ufology) је наука о НЛО извештајима и доказима у вези са њима.
Док већина академика игнорише ову тему, други, укључујући углавном аматерске и понеке професионалне научне истраживаче, настављају са истраживањима. Нажалост, квалитет истраживања истраживача аматера драстично варира.
Врло често се погрешно претпоставља да је једино питање које се поставља да ли НЛО-и представљају ванземаљску интелигенцију (Питер Стурок (Peter Sturrock) је коментарисао да је овај нагласак на хипотези о ванземаљцима сузио поље и ограничио дебату). Остављајући по страни питање физичке стварности НЛО-а, постојале су студије о НЛО-има и НЛО поткултури из фолклорних или антрополошких перспектива, а неки мисле да ова тема, у најмању руку, може пружити нове увиде у поља психологије (и појединца и друштва), социологије и комуникација.
Од касних 1940-их, људи широм света су постали упознати са извештајима о НЛО-има. Они су били приписивани широком пољу узорака укључујући: планете, звезде, метеори, облаци, лоптасте муње, намерне обмане, експерименталне војне летелице, халуцинације и ванземаљски свемирски бродови. Упркос великом броју извештаја и огромном интересовању публике, научна заједница је показала мало интересовања за НЛО-е. Ово је случај делимично због чињенице да не постоје јавни или владини фондови за подршку истраживања НЛО-а. Многи научници су претпостављали да је Кондонов извештај из 1969. ставио тачку на ту тему, тако да испитивање података о НЛО-има није више вредно пажње. Такође су и препоруке ЦИА-иног Робертсоновог панела из 1953. за званично јавно исмевање преко масовних медија, начиниле предмет научним и политичким табуом. Све ово је код научне заједнице могло да има неког утицаја на потискивање интересовања према НЛО истраживањима.
НЛО-и су били предмет различитих истраживања током дугог низа година, разликујући се по обиму и научној равнодушности. Познато је да су владе или војне агенције Сједињених Држава, Канаде, Уједињеног Краљевства, Француске, Белгије, Шведске, Бразила, Мексика, Шпаније и Совјетског Савеза спроводиле истраживања о НЛО извештајима. Упркос изузетно замршеним случајевима, ниједна национална влада није никада јавно претпоставила да НЛО-и представљају било какав облик ванземаљске интелигенције. Вероватно најпознатија студија је Пројекат Плава књига, који је спроводило Америчко ратно ваздухопловство од 1952.
Упркос необјашњеним случајевима, опште мишљење мејнстрима научне заједнице је да све НЛО појаве потичу од погрешног тумачења природних или људском руком изазваних феномена, намерних обмана или физиолошких феномена, као што су оптичке илузије, сањање у будном стању / парализа сна (често се дају као објашњења за наводне отмице ванземаљаца). Према статистикама студија америчког ваздухопловства, већина опажања НЛО-а се може подвести под погрешну идентификацију, док обмане и психолошке сметње чине само мали проценат свих пријављених случајева. Ипак, многи академици и даље сматрају да је предмет губљење времена из много разлога, а најчешће због неверодостојности сведочења очевидаца.
Само мали број академика је истински истраживао тему или постао лично упознат са литературом. Као што су резултати Штуровог испитивања показали, одсуство студија на ову тему повећава скептицизам и умногоме утиче на спремност ка истраживању. Неки академици мисле да се ово дешава услед неприхватљиве предрасуде и да ако су тренутни докази мањкави, нове би требало процењивати објективно. Појединци у научној заједници мисле да већ има довољно доказа како би се отпочели даљи истраживачки напори, правећи паралеле са историјом истраживања метеорита или атмосферским електричним феноменима, као што су лоптасте муње, када су постојала само сведочанства очевидаца. У оваквим примерима тврдње очевидаца о таквим феноменима су се испоставиле тачним, упркос почетном скептицизму, одбијањима и понекад непријатељском ставу многих научника. Други, пак, истичу да је погрешно тврдити да су докази о НЛО-има само они до којих се дошло опажањем, већ и да постоји знатан број забележених физичких ефеката који су подложни истраживањима физичких наука, у шта се убрајају радарске детекције, фотографије, видео-снимци, пораст радијације, електромагнетне сметње и физиолошки и биолошки ефекти.
Међу заговорницима теорије о НЛО-има вероватно је најзаступљенија хипотеза о ванземаљцима, мада неки наводе и хипотезе као што су међудимензионална хипотеза и паранормална и окултна хипотеза.
Други разлози који се често наводе као узрок презира ове теме од стране многих научника су следећи:
- Аргументи да ванземаљци не могу бити овде због растојања и енергије потребне за међузвездана путовања у разумном времену, према садашњем разумевању закона физике.
- Недостатак непобитних материјалних доказа.
- Неверодостојност или научна неадекватност многих извештаја.
- Многе околности које могу довести до погрешног тумачења уобичајених објеката на небу, виђених на већој удаљености.
- Општи сензационализам који прати тему, укључујући схватање да многи истраживачи аматери нису научно довољно обучени, већ имају спремност да верују.

И док ће се многи научници сложити да опажање истинских ванземаљских летелица није невероватно, други говоре да их шаблони понашања пријављених НЛО-а уопште не дотичу као рационални. Зашто би се, на пример, појављивања дешавала са великом учесталошћу без икаквог покушаја ванземаљске интелигенције да недвосмислено потврди своју присутност? Или, ако ванземаљска интелигенција спроводи мапирање или на други начин испитује Земљу, хипотеза какву су неки предлагали, зашто им треба толико времена, када садашња земаљска технологија, као што су сателити, може да обави посао тако брзо?
На све ове примедбе заговорници пружају своје противаргументе:
- Многи аргументи скептика почивају на скривеним претпоставкама о ванземаљским намерама и технологијама. Зашто би ванземаљци обавезно морали да обзнане своје присуство? Зашто би интересовање ванземаљаца била изричито ограничена на проста физичка осматрања? Зашто би се веровало да је међузвездано путовање готово немогуће, под претпоставком да ванземаљска наука и технологија не могу бити толико много напреднији од данашње људске?
- Неки аргументи показују недостатак знања о расположивим доказима. Многе појаве, на пример, нису удаљена светла на небу, која се могу лако погрешно протумачити, већ су структурни објекти на блиском одстојању, често праћени материјалним доказима и ефектима.
- Зашто се усредсређивати само на слабе случајеве када постоје и многи висококвалитетни који остају необјашњени, чак и после испитивања од стране квалификованих научника, као што су били случајеви када је 1950-их Бателов институт истраживао за Америчко ратно ваздухопловство или Кондонова комисија из 1960-их?

Негативни закључци Кондоновог извештаја су утицали да само мали број научника почне озбиљно да се бави истраживањем НЛО-а. Чак је и сам закључак извештаја написао Кондон, који је, много пре него што је истрага и била завршена, изразио јавни презир према теми. Потоњи извештаји Америчког института за ваздухопловство и астронаутику и новији научни панел организован од стране др Питера Стурока , су показали да је закључак извештаја био у раскораку са самим садржајем извештаја, где око 30% испитаних случајева није могло да се објасни. Када је извештај био објављен крајем 1969, атмосферски физичар др Џејмс Е. МакДоналад (Dr. James E. McDonald) је написао чланак Научна занемаривања, критикујући Кондонов извештај због лоше науке, али и мејнстрим науку због њене неспособности да се ухвати у коштац са проблемом. И поред свега, докази које су представили Стурок и остали који подржавају реалност НЛО-а, су добили мало пажње и подршке осталих научника.
Недавно је наде да би ова тема могла поново постати уважавана, подигао чланак Журнала Британског међупланетарног удружења (ЖБМУ) (the Journal of the British Interplanetary Society / JBIS) о НЛО-има и СЕТИ-ју (SETI). Добар увод на ову тему је дао један од аутора, астроном Бернард Хајш (Bernard Haisch) на својој интернет страници, која има повезницу ка ЖБМУ-овом чланку.
За овај наводно широко распрострањени негативни став научне заједнице према НЛО-има, као што је раније наведено, може се тврдити да је нетачан. Према званичној анкети Америчког астрономског друштва (ААД) (American Astronomical Society / AAS) из 1977, Стурок је сазнао да је већина испитаника (од 1.356 колико их се пријавило преко половине су били чланови ААД-а) сматрала да НЛО-и заслужују научну студију и да су спремни да допринесу својом стручношћу.
- 53% је било мишљења да су НЛО-и сигурно или вероватно тема вредна за даље научне студије, према само 20% који су супротног мишљења.
- 80% је изразило спремност да допринесе решењу НЛО питања, иако је само 13% било у стању да предложи како би то могло да се учини.
- Недостатак знања је допринео веома много скептицизму и недостатку воље за истраживањем. Само 29% оних који су читали о теми мање од једног сата је било заинтересовано за даља истраживања, према 68% оних који су читали преко 300 сати.
- Млађи научници су били спремнији да истражују него старији.
- Скептицизам према хипотези о ванземаљцима је био висок. Само 3% је веровало да су НЛО-и ванземаљске летелице, према 13% оних који су веровали у тезе о обмани, односно 23% оних који су веровали у тезу о познатим / непознатим летелицама.
- 5% испитаника је тврдило да су били очевици збуњујућих појава (од овог броја само их је 10% пријавило своја опажања).

Стурок је 1973. спровео једну анкету са преко 400 чланова Америчког института за ваздухопловство и астронаутику. Око две трећине је мислило да су НЛО-и можда, вероватно или сигурно научно значајан проблем 5% је рекло да је видело НЛО. 10% је веровало да су НЛО-и из свемира.
Сумирајући своју анкету, Стурок је нагласио да је гарантована анонимност била веома важна за велики одзив испитаника. Због страха од исмевања колега или страха од реперкусија на послу, многи у супротном не би отворено признали шта мисле. Др Жак Вале тврди да су многи научници заинтересовани за истраживање НЛО-а, али више воле да раде повучено из позадине, све због фактора исмевања. Вале говори о овим научницима као о невидљивим колегама.
Друге анкете научних, техничких и добро образованих група такође показују видљиво интересовање за НЛО-е, или веровања да су НЛО-и стварни или су ванземаљског порекла. Анкета часописа Индустријско истраживање и развој (Industrial Research/Development magazine) из 1971, на узорку од 90.000 читалаца, је открила да 76% испитаника верује да влада није открила све што зна у вези са НЛО-има. 54% је веровало да НЛО-и сигурно или вероватно постоје, а 32% да долазе из свемира. Према анкети, часописа Оптички спектар из 1978, 42% читалаца је мислило да је сасвим појмљиво да су НЛО-и свемирски бродови других цивилизација. Две анкете чланова Менса-е из 1970-их су откриле да преко 50% испитаника верује да НЛО-и долазе из свемира. Истраживања јавног мњења су такође непрестано показивала да веровање да су НЛО-и стварни расте што су испитаници образованији. На пример, Галупово истраживање из 1978. је открило да 66% дипломаца мисли да су НЛО-и стварни, према 57% матураната средњих школа и 36% оних који су само са завршеном основном школом.
Ипак, неки тврде да је опште мишљење научне заједнице да НЛО извештаји, ако уопште и постоје, представљају научни проблем и да то има више везе са психологијом и науком о перцепцији, него са физичким наукама. Уистину, већина извештаја представља наративна објашњења онога шта је неко видео, или је мислио да је видео на небу. Али, наглашава се и да је свођење НЛО појава на пуку психологију погрешног тумачења појединаца често неадекватно. У великом броју извештаја постоји више од једног сведока, а понекад је један те исти догађај посматран са две или више различитих локација. Било је и масивних опажања са више стотина или чак хиљада сведока. Неке појаве су праћене радарима, снимане на видео-траке, а неке су остављале физичке ефекте на појединце или окружење.
Други, пак, мисле да физичари немају шта да траже око НЛО проблема, осим ако нема материјалних доказа. Примедба на овај аргумент би била да се чак и сведочанства очевидаца могу обрадити научним методама, како би се добиле битне информације. Сведоци метеорског ужареног камења, на пример, могу бити интервјуисани да би се реконструисале путање, што врло често доводи до откривања фрагмената метеорита. Тачност и поузданост појединачних случајева није пресудна, ако се анализира велики број опажања, зато што статистичка анализа може да открије важне трендове. До примене таквих техника у истраживању НЛО извештаја је дошло приликом истраге о мистериозним зеленим ватреним лоптама, које су се изненада појавиле изнад осетљивих војних и истраживачких комплекса у Новом Мексику крајем 1940-их. Стотине сведока је било интервјуисано како би се установиле карактеристике објеката, као и да би се дошло до остатака утврђивањем путања.
Обимну статистичку анализу НЛО случајева звану Специјални извештај Пројекта Плава књига бр. 14 спровео је за Америчко ратно ваздухопловство од 1952. до 1954. Бателов меморијални институт. Статистичар др Дејвид Сондерс (Dr. David Saunders), члан Кондонове комисије, је предложио формирање статистичке базе података о случајевима с циљем да се установе трендови. Тако је био састављен каталог од преко 10.000 случајева које су сакупили Сондерс и остали. И други истраживачи су правили такве базе података, као нпр. др Жак Вале или Лери Хеч, који одржава јавну базу података о хиљадама случајева са онлајн статистичким анализама.
Много људи је, попут физичара др Мичија Какуа, коментарисало да је захтев за чврстим материјалним доказима (чувена ванземаљска фелна) неразумно рестриктиван. Каку и други су запазили да се већи део физичких наука састоји од посредних материјалних доказа, као што су спектрограми звезда, који се користе за утврђивање састава звезда. Нико, на пример, не тражи стварно парче неутронске звезде за анализу.

## Материјални докази
У ствари, било је много НЛО извештаја који су били праћени материјалним доказима различитих врсти, како непосредних, тако и посредних. Хајнекова скала блиских сусрета дефинише посредан материјални доказ као податак добијен од блиских сусрета прве врсте, нпр. подаци до којих се дошло са удаљености путем радара или фотографисањем. Много посреднији материјални докази долазе од блиских сусрета друге врсте, интеракција које се дешавају на блиској удаљености, укључујући тзв. трагове слетања и физиолошке ефекте.
За мањи број ових случајева се испоставило да су били намерне обмане, док је већи број случајева, укључујући и оне које су истраживале владине и војне агенције, означен као неидентификован или необјашњив. Анализом већине случајева се дошло до резултата који су двосмислени или незакључиви. Ипак, чак и двосмислене физичке случајеве би требало подвргнути статистичкој анализи, како би се открили трендови међу случајевима.
У листу различитих материјалних доказа спадају:
- Радарски контакти и праћења, понекад и са различитих положаја. Ови докази се често убрајају у најбоље, пошто су том приликом укључени обучено војно особље, симултана визуелна опажања и пресретања авионима. Један такав пример је било масовно опажање великих, бешумних, нисколетећих црних троуглова 1989. и 1990. изнад Белгије.
- Фотографски докази, укључујући фотографије, видео-записе, укључујући понекад и видео у инфрацрвеном спектру (ретко).
- Забележени визуелни спектрограми (изузетно ретко). -- (види спектрометар)
- Материјални докази о траговима слетања, укључујући трагове на земљи, спаљену и/или раскопану земљу, спаљену или поломљену вегетацију, трагове метала и др. (види нпр. НЛО инцидент на коти 611), магнетне аномалије и повећан ниво радијације. Добро познати пример из 1980. је Шумски инцидент у Ренделшаму, који се збио у Енглеској. Други се одиграо 1964. код Сокороа у Новом Мексику и сматра се за један од најнеобјашњивијих случајева Пројекта Плава књига. Каталози неколико хиљада таквих случајева су сакупљени, а посебно од стране истраживача Теда Филипса.[33][34]
- Физиолошки ефекти на људе и животиње укључујући привремену парализу, осип коже, опекотине коже и очију и симптоме сличне тровању од радијације, као што је био Кеш-Лендрумов инцидент (Cash-Landrum incident) из 1980. Један овакав случај из Венецуеле, који је био објављен и часопису Америчка наука (Scientific American magazine), потиче из чак 1886.[35]
- Такозвани случајеви сакаћења животиња/крава, за које неки такође верују да су део НЛО феномена. Такви случајеви су били анализирани уз помоћ техника форензичке науке.
- Биолошки ефекти на биљке попут убрзаног или успореног раста, проклијавања семена и преломљених стабљика (обично се повезују са случајевима са материјалним доказима или са круговима у усевима).
- Електромагнетне сметње укључујући блокаде аутомобила, нестанке струје, радио/ТВ сметње, отказивање рада магнетних компаса, навигационих система, система за комуникацију и сметње у раду мотора авиона.[36]
- Даљинска бележења радијације, нека се спомињу у документима ФБИ-ја и ЦИА-е о збивањима изнад владиних нуклеарних инсталација код Националне лабораторије у Лос Аламосу и Националне лабораторије у Оук Риџу 1950, а такође их у својој књизи спомиње и директор Пројекта Плава књига Ед Рупелт (Ed Ruppelt).[тражи се извор]
- Чврсти материјални докази, као што је био случај Убатуба (Ubatuba) у Бразилу 1957. са остацима магнезијума, који су били анализирани од стране Кондонове комисије и других. И у инциденту Сокоро из 1964. било је трагова метала, које је анализирала НАСА.
- Разно: Забележене електромагнетне емисије, као што су микроталаси детектовани у добро познатом случају из 1957. са осматрачким авионом RB-47, који је такође био и визуелни и радарски случај.[тражи се извор] За поларизационе прстенове око НЛО-а др Џејмс Хардер (Dr. James Harder) је сматрао да су интензивна магнетна поља НЛО-а која стварају Фарадејев ефекат.[тражи се извор]

Упркос томе што многи научници имају ниско мишљење о овој теми, многи физички ефекти су зрели за научну анализу. Стуроков НЛО панел је 1997. спровео свеобухватни преглед случајева са материјалним доказима.
Поједини научници и инжењери су покушали да подрже могућу физику у вези са НЛО-има кроз истовремену анализу и изјава очевидаца и материјалних доказа. Пример су дали бивши инжењер НАСА Џејмс Макамбел (James McCampbell) у књизи „Уфологија“ (енгл. Ufology) и други НАСА инжењер Пол Хил (Paul Hill) у књизи „Неконвенционални летећи објекти“ (енгл. Unconventional Flying Objects). Међу темама које су обојица додирнули било је и питање како НЛО-и могу да лете суперсоничним брзинама, а да не стварају звучни прасак (sonic boom). Макамбелово решење у виду микроталасне плазме која цепа ваздух испред летелице, истражује др Леик Мирабо, професор инжењеријске физике на Ренслеровом политехничком институту, као могући напредак у хиперсоничном летењу.
Нека недавна достигнућа на пољу електронског ратовања веома личе на електромагнетне сметње и физиолошке ефекте описане у НЛО случајевима из 1940-их и 1950-их. Амерички Ваздухопловни научни саветодавни одбор је 1997. објавио извештај о наоружању ваздухопловства за 21. век, у којем се описује како би енергетска оружја навођена микроталасима могла бити употребљена за блокаду возила, чиме би она постала лака мета за бомбардовање. Исто оружје је у стању да онеспособи навигационе и комуникационе системе авиона, као и електричну мрежу и електронске уређаје на земљи. Микроталасна оружја за контролу маса која изазивају температуру и интензиван бол била су најављена 2001. Друга микроталасна оружја би изазивала губитак телесних функција.

## Идентификовани летећи објекти (ИЛО)
Стваран проценат ИЛО-а наспрам НЛО-а зависи од тога ко спроводи студију и може веома да варира у зависности од критеријума. На пример, научници Бателовог меморијалног институт који су за Америчко ратно ваздухопловство спровели студију о 3.201 НЛО случају 1950-их, дошли су до 23% неидентификованих случајева, користећи се строгим критеријумима према којима је сваки од четворице научника морао да се сложи да случај нема прозаично објашњење, с једне стране, а са друге стране је било потребно да се само двојица научника сложе да је случај објашњен.
Наспрам овога, много мањи број НЛО случајева је стигао до Алена Хендрија (Allan Hendry), који је био главни истражитељ Центра за НЛО студије / ЦНЛОС . ЦНЛОС је основао др Ален Хајнек (Dr. Allen Hynek) (био је консултант америчког ваздухопловства на Пројекту Плава књига) с циљем озбиљног научног истраживања НЛО феномена. Хендри је провео 15 месеци лично истражујући 1.307 НЛО извештаја. Своје закључке је објавио 1979. у књизи НЛО приручник: Водич за истраживање, процену и извештавање о НЛО појавама (The UFO Handbook: A Guide to Investigating, Evaluating, and Reporting UFO Sightings). Хендри је признао да би волео да је пронашао доказ о постојању ванземаљаца, али је нагласио да је велика већина случајева имала само прозаична објашњења. Његови закључци су били следећи: 
- Од 1.307 случајева: 1.194 (91,4%) има прозаично (неванземаљско) објашњење, 93 (7,1%) има могуће прозаично објашњење и 20 (1,5%) је необјашњено.
- Статистика: код 28% извештаја НЛО-и су били звезде или планете; 1,7% врх младог месеца; 18% рекламне заставице на авионима и 9% метеоритско камење.
- Дисторзије у атмосфери могу да проузрокују да се небеска тела крећу горе-доле, порињу, праве осмице, меандрирају или се, чак, крећу по цик-цак линији. Ово објашњава зашто небеска тела могу лако да преваре посматрача.
- У 49 случајева, када се испоставило да су у питању небеска тела, сведоци су процењивали удаљеност од НЛО-а од 200 стопа до 125 mi (201 km). Слично томе, неки сведоци су веровали да их НЛО-и прате, чак иако је небеско тело било стационарно. Чак и полицајци и други очевици од поверења могу лако да буду преварени гледањем у звезде и планете.
- Свемирски материјал, попут метеорског камења, који улази у орбиту и за собом оставља светлосни траг, такође може бити погрешно протумачен као светлост која долази из прозора свемирске летелице. Тада људски мозак ствара илузију свемирског брода засновану на погрешном тумачењу, која онда превари човека.[41]

Људском руком створени феномени који се обично погрешно тумаче:
- Балони (метеоролошки или путнички).
- Војни авиони.
- Треперава светла авиона који слећу.
- Неконвенционални авиони или напредна технологија (нпр. SR-71 Blackbird или B-2 Спирит).
- Рекламни авиони.
- Вештачки земљини сателити.
- Летелице попут хеликоптера.
- Једрилице.
- Ракете и лансирање ракета.
- Змајеви.
- Моделарски авиони.
- Ватромети.
- Ласерски снопови усмерени ка облацима.
- Светла за ноћну претрагу.
- Намерне обмане.
- Таблете за инстант ватру.

Природни објекти који се често погрешно тумаче:
- Месец, звезде и планете (нпр. планета Венера)
- Необична метеоролошка стања (лентикуларно (у облику сочива) формирање облака, облаци који светле ноћи, ефекти дуге и кристали леда на великим висинама).
- Комете.
- Метеорски ројеви.
- Блиски или огромни метеори.
- Јата птица.
- Ројеви инсеката у прелету.
- Рефлексија атмосферских инверзионих слојева.
- Врео јонизован гас.
- Светла из Земље (светлосна електрична дешавања која потичу од земљотреса и тектонско-геолошких феномена).
- Лоптасте муње.
- Атмосферски инверзиони слојеви.
- Рефлектована светлост (нарочито кроз пукотине у облацима).
- Северна светлост (Aurora borealis).

## Популарна објашњења за НЛО
У зависности од тога ко врши процену, између 3% и 30% свих случајева остаје необјашњено. Ово су неке од најпопуларнијих хипотеза за објашњење НЛО-а:
- Хипотеза о ванземаљцима
- Паранормална и окултна хипотеза
- Међудимензионална хипотеза
- Психосоцијална хипотеза
- Хипотеза о природном објашњењу, нпр., лоптасте муње
- Хипотеза о светлима из Земље / тектонским поремећајима
- Хипотеза о људском руком створеним летелицама (види војни летећи тањири)
- Више од једног објашњења – различите комбинације ових претходних

## Докази и објашњења
Неки мисле да је студија о НЛО-има и даље вредна пажње због много отворених питања, поготово због повремених извештаја о НЛО-има од стране професионалних или војних астронома или пилота – појединаца чије каријере, а често и њихови сами животи, зависе од способности да препознају и процене авионе, временске прилике, растојања и друге факторе од виталног значаја за лет. Неки уфолози говоре да је такве случајеве много теже одбацити као погрешну процену земаљских објеката. Гордон Купер и Едгар Мичел су два НАСА-ина астронаута која су изразила интересовање за НЛО-е и извикала предрасуде појединих професионалаца (Купер је тврдио да је видео НЛО-е раних 1950-их).
И скептици и уфолози се слажу да се велика већина случајева може објаснити као природни феномени, обично као погрешна тумачења објеката са којима посматрач или није упознат или их види под необичним околностима (на крају се испостави да су то биле само ненамерне грешке). Само мали проценат опажања су намерне обмане. После истраге већина НЛО-а, у ствари, постане ИЛО-и – Идентификовани летећи објекти.
Чак иако велика већина НЛО-а постане ИЛО-и, један добро документовани случај, као што је чилеански случај са радарским и визуелним опажањем из 1997, који је потврдила влада у Сантијагу, је довољан да се оповргне хипотеза о ниједном случају (null hypothesis). Слично томе, физичар Мичијо Каку наводи да „иако можда 99% свих опажања НЛО-а може бити одбачено, пошто су узроковани познатим феноменима, оно шта је узнемирујуће за физичаре је преосталих 1% ових опажања, опажања која су бројна и начињена многобројним методама опажања. Нека од најинтригантнијих опажања потичу од пилота и путника комерцијалних авиона - ове појаве су такође примећене на радару и забележене су на видео траци. Овакве случајеве је теже одбацити“.
С друге стране, много необјашњивих случајева је и даље или игнорисано од медија или, ако скептик нуди објашњење које се не поклапа са чињеницама (нпр. за цик-цак кретање светлећих објеката које је детектовано на радару се каже да је то погрешно тумачење Јупитера) губе пажњу медија и, што се тиче медија, случај је завршен.
Понекад се каже да ванредне тврдње захтевају ванредне доказе, али много истраживачких група само тврди да тема заслужује даљу истрагу, и то не само и правцу да се докаже да су НЛО-и обавезно ванземаљске летелице.
Скептици кажу да заиста постоје опажања непознатих летећих објеката, која се обично логички објасне, да нема материјалних доказа неке ванземаљске летелице и да се за многе тврдње испоставило да су преваре. Такође наглашавају да терет доказивања лежи на ономе ко износи тврдњу. Са друге стране, Марчело Труци, професор социологије на Универзитету Источни Мичиген, каже да неки самопрокламовани скептици злоупотребљавају термин (или, чак, погрешно тумаче своје мишљење): „Пошто се скептицизам уопштено односи пре на сумњу него на агностички став, они који себе називају скептицима су у ствари псеудоскептици који су, по мом мишљењу, стекли лажну предност узурпирањем тог назива“.
Заговорници такође често коментаришу да, иако је тема о НЛО-има предмет предрасуда које потичу од исмевања и стигматизације (према Какуу: 'Не постоје фондови за оне који би се озбиљно бавили неидентификованим објектима у свемиру, и нечија репутација може да страда ако неко само и покуша да изрази интерес за ове неортодоксне ствари.'), постоји огромна количина доказа, како фотографија, видео-записа, тако и изјава бројних заклетих сведока.

## Докази и заташкавања
Неки такође тврде да су огромну количину материјалних доказа брзо, али понекад траљаво, забашурили владини чиновници, не увек у униформама, са циљем да сачувају становништво психолошки неприпремљено за друштвене, теолошке и безбедносне импликације такве стварност.
Постоје раштркани извештаји о заташкавању доказа у вези са НЛО-има кроз много деценија: 1950, Николас Маријана (Nicholas Mariana) је снимио на филм неке необичне објекте на небу и на крају филм предао америчком ваздухопловству, али је инсистирао да су најбољи кадрови објеката били уклоњени са филма када му је био враћен; 1961, Жак Вале (Jacques Vallee) је саопштио да је био сведок када су биле уништене извесне траке на којима се види непознати објекат који надлеће земљу.
Заташкавање доказа који потврђују постојање ванземаљског живота је почело да се разматра после откривања пулсара. Астрофизичар Питер А. Стурок (Peter A. Sturrock) је написао да 'када су били откривени први регуларни радио-сигнали пулсара, кембрички научници су озбиљно разматрали могућност да можда потичу од неке ванземаљске цивилизације. Разматрајући ову могућност, одлучили су да, уколико се то покаже тачним, они не могу изаћи у јавност без претходног договора са властима. Чак је било и дискусије о томе да ли је у најбољем интересу човечанства уништити доказе и заборавити на све!'.

## Обмане
Од многих сведока који су пријавили да су видели НЛО, за само мали проценат је доказано да су обмањивачи. Неки су се држали својих прича упркос убедљивим доказима о обмани. За наредне случајеве се нашироко сматра да су преваре, иако неки и даље имају заговорнике међу истакнутим истраживачима:
- Џорџ Адамски (George Adamski)
- Ед Волтерс (Ed Walters)
- 12 Величанствених (Majestic 12), наводно, тајна група високог ранга за изучавање НЛО-а .
- Инцидент на острву Мори (Maury Island Incident)
- Били Мајер (Billy Meier)
- УМО (Ummo affair), серија врло детаљних писама и докумената, наводно од ванземаљаца.

Дискредитована опажања:

## НЛО и психологија
Тврдње студија о НЛО-има су током година довеле до значајних открића о атмосферским феноменима и психологији. У психологији, студија о НЛО-има је открила информације о погрешним тумачењима, илузијама вида, халуцинацијама и машти склоним личностима, које могу да објасне зашто су неки људи спремни да поверују обмањивачима као што је био Џорџ Адамски. Многи су сумњали у поузданост хипнозе у случајевима отмица ванземаљаца.

## Преплитање паранормалног, мистичног и окултног
Поље НЛО-а се не преплиће обавезно са паранормалним, иако је у пракси то чест случај. Неки истраживачу попут Џона Кила (John Keel) и Жака Валеа (Jacques Vallee) тврде да постоји директна веза између НЛО-а и паранормалних феномена.
Такође, поједине верске секте су учиниле НЛО-е средиштем својих веровања.
Многи древни религијски цртежи садрже приказе који се тумаче као НЛО-и и ванземаљска бића. Неки такође верују да је током дугих периода историје нељудска интелигенција утицала на извесне религије и обичаје.

## Завере
За НЛО се понекад тврди да су део организоване завере у којој Влада намерно прикрива постојање ванземаљаца, или сарађује са њима. Постоје многе верзије ове приче, неке су ексклузивне, док се друге преклапају са другим теоријама завере.
Спекулише се и да су НЛО феномени пробе експерименталних авиона или напредног оружја. У овом случају НЛО су виђени или као неуспех да се одржи тајност, или су намерни покушаји дезинформације како би се сам феномен исмејао с циљем да се несметано спроводи. Ова теорија се не слаже са претходном, према којој је савремена војна технологија адаптирана технологија ванземаљаца. Види Област 51
Такође се сугерише да је целокупна људска технологија, или њен већи део, заснована на контактима са ванземаљцима. Види древни астронаути

## Познати истраживачи феномена НЛО-а
- Алберт К. Бендер (Albert K. Bender)
- Стентон Фридман (Stanton Friedman)
- Ричард Хол (Richard Hall)
- Др Џејмс Хардер (Dr. James Harder)
- Др Ален Хајнек (Dr. J.Allen Hynek)
- Др Карл Јунг (Dr. Carl Jung)
- Џон Кил (John Keel)
- Доналд Кихоу (Donald Keyhoe)
- Филип Ј. Клас (Philip J. Klass)
- Др Брус Мекаби (Dr. Bruce Maccabee)
- Хаим Мосан (Jaime Maussan)
- Др Џејмс Е. Макдоналд (Dr. James E. McDonald)
- Др Доналд Мензел (Dr. Donald Menzel)
- Џени Рендлз (Jenny Randles)
- Др Харли Ратлиџ (Dr. Harley D. Rutledge)
- Др Петер Штурок (Dr. Peter A. Sturrock)
- Клаудио Цујоши Суенага (Cláudio Tsuyoshi Suenaga)
- Др Жак Вале (Dr. Jacques F. Vallee)
- Најџел Вотсон (Nigel Watson)

## Теорије
- Хипотеза о ванземаљцима
- Међудимензионална хипотеза
- НЛО-и као непознати природни феномени
- Масовна хистерија
- Архетип
- Теорија о древним астронаутима
- Биолошка хипотеза
- Астронаутичка теорија
- Масовна обмана
- Прикривена манипулација
- Војне вежбе
- Тајни ваздухоплови

## Филмови и ТВ
- Земља против летећих тањира
- Хангар 18
- НЛО, ТВ серија
- НЛО, филм из 1956.
- Н. Л. О., филм из 1993.
- Н. Л. О., филм из 2012.
- Блиски сусрети треће врсте
- E. T. ванземаљац
- Досије икс
- Отети
- Ватра на небу